# Křenovice (Boêmia do Sul)
Křenovice é uma comuna checa localizada na região da Boêmia do Sul, distrito de Písek.